# Rhipsalis micrantha
Rhipsalis micrantha es una especie de planta en la familia Cactaceae. Es endémica de Costa Rica, Ecuador, Perú y Venezuela. Es una especie común en lugares localizados.
Es una planta perenne carnosa, angulada  y  con las flores de color blanco.

## Sinonimia
- Cactus micranthus
- Rhipsalis tonduzii
- Rhipsalis wercklei
- Rhipsalis roseana
- Rhipsalis rauhiorum
- Rhipsalis kirbergii